# Ancyloscelis melanostoma
Ancyloscelis melanostoma är en biart som beskrevs av Cockerell 1923. Ancyloscelis melanostoma ingår i släktet Ancyloscelis och familjen långtungebin. Inga underarter finns listade i Catalogue of Life.